# Robert H. Morris (Kryptologe)
Robert H. „Bob“ Morris (* 25. Juli 1932 in Boston; † 26. Juni 2011 in Lebanon, New Hampshire) war ein US-amerikanischer Kryptologe.

## Leben
Robert Morris studierte Mathematik an der Harvard University und arbeitete von 1960 bis 1986 in den Bell Laboratories, unter anderem in der Unix Research group, wo er verschiedene Beiträge zu Unix leistete, so das noch heute verwendete Verschlüsselungsverfahren. Anschließend begann er für die National Security Agency (NSA) zu arbeiten. Dort war er bis zu seiner Pensionierung im Jahr 1994 leitender Wissenschaftler des National Computer Security Centers. Bei der NSA war er auch an der Erstellung der Dokumentensammlung Technicolor Rainbow beteiligt, die Sicherheitsstandards des US-Verteidigungsministeriums beschreibt. 1994 ging Robert H. Morris in den Ruhestand, den er in Etna, New Hampshire verbrachte.
Er war mit Anne Farlow Morris verheiratet und Vater von zwei Söhnen und einer Tochter. Sein Sohn  Robert Tappan Morris programmierte 1988 den ersten Computerwurm, der sich im Internet weit ausbreitete. Seine Arbeit für die National Security Agency und die Verbreitung des Computerwurms seines Sohnes werden in dem Buch Kuckucksei von Clifford Stoll thematisiert.